# Cum să scapi de un tip în 10 zile
Cum să scapi de un tip în 10 zile (engleză: How to Lose a Guy in 10 Days) este un film din 2003, care spune povestea unei editoare de revistă care scrie despre cum să te desparți de un tip, și care chiar își dă întâlniri cu un om pentru a găsi modalități de a scăpa de el.
Filmul este regizat de Donald Petrie, iar în rolurile principale joacă Kate Hudson și Matthew McConaughey.

## Actori
- Kate Hudson Andie Anderson
- Matthew McConaughey Benjamin 'Ben' Barry
- Kathryn Hahn Michelle Rubin
- Annie Parisse Jeannie Ashcroft
- Adam Goldberg Tony
- Thomas Lennon Thayer
- Michael Michele Judy Spears
- Shalom Harlow Judy Green
- Robert Klein Phillip Warren
- Bebe Neuwirth Lana Jong
- Samantha Quan Lori
- Justin Peroff Mike
- Celia Weston Glenda
- James Murtaugh Jack
- Archie MacGregor Unchiul Arnold
- John DiResta Joey Sr.
- Scott Benes Joey Jr.
- Zachary Benes Joey Jr.
- Rebecca Harris Dora
- Liliane Montevecchi Domna DeLauer
- James Mainprize Domnul DeLauer
- William Hill Paza DeLauer
- Georgia Craig Recepționer Candi
- Tony Longo Sensitive Moviegoer
- Warner Wolf El însuși